# Доні Срем
Футбольний клуб Доні Срем Печинци або просто Доні Срем (серб. Фудбалски клуб Доњи Срем Пећинци) — професійний сербський футбольний клуб з міста Печинци.

## Досягнення
- Перша ліга чемпіонату Сербії з футболу
  -  Срібний призер (1): 2011/12

- Сербська ліга Воєводина
  -  Чемпіон (1): 2011

## Склад команди
Станом на 14 червня 2016
| №  | Поз. | Нац.                 | Гравець              |
| -- | ---- | -------------------- | -------------------- |
| 1  | ВР   | Сербія               | Матія Шегавац        |
| 3  | ЗХ   | Словенія             | Ніно Дірнбек         |
| 4  |      | Сербія               | Александар Мілєвич   |
| 5  | ПЗ   | Сербія               | Стефан Солдатович    |
| 6  | ЗХ   | Сербія               | Александар Андреєвич |
| 7  | НП   | Сербія               | Мілан Шушняр         |
| 8  | ЗХ   | Сербія               | Александар Шушняр    |
| 9  | ПЗ   | Боснія і Герцеговина | Марко Митрушич       |
| 10 | ПЗ   | Сербія               | Ігор Видович         |
| 11 | ЗХ   | Ліберія              | Омега Робертс        |
| 12 | ВР   | Сербія               | Драган Старчевич     |
| 13 |      | Сербія               | Велько Видаков       |
| 14 |      | Сербія               | Неманья Тешанович    |

| №  | Поз. | Нац.                 | Гравець            |
| -- | ---- | -------------------- | ------------------ |
| 15 | ЗХ   | Сербія               | Боян Шалипур       |
| 16 |      | Сербія               | Лазар Небригич     |
| 17 | НП   | Нігерія              | Самуель Ннамані    |
| 18 | ПЗ   | Сербія               | Владимир Ілич      |
| 19 | НП   | Сербія               | Михайло Попович    |
| 20 | ЗХ   | Сербія               | Слободан Арсенович |
| 21 | ПЗ   | Сербія               | Александар Чигоя   |
| 22 | НП   | Сербія               | Нікола Ракич       |
| 23 | ЗХ   | Австралія            | Стефан Станоєвич   |
| 24 |      | Сербія               | Здравко Лазич      |
| 38 | ВР   | Сербія               | Жарко Йоргич       |
| 44 | ПЗ   | Боснія і Герцеговина | Іван Глухович      |
| 88 |      | Сербія               | Синиша Цветкович   |

## Відомі гравці
Наступні гравці виступали у складі своїх національних збірних:
- Раде Крунич
- Абубакар Моро
- Стефан Ашковський
- Мілош Богунович
- Анджелко Джуричич

## Відомі тренери
- Богич Богичевич (1 липня 2011 – 17 травня 2013)
- Любомир Ристовський (28 травня 2013–1 вересня 2013)
- Владо Чаплич (2 вересня 2013–2 червня 2014)
- Ненад Ванич (5 червня 2014–)